# 이창건
이창건(李昌健, 1929년 ~ )은 한국원자력문화진흥원 원장을 지낸 대한민국의 원자력공학자이다.

## 학력
- 1949.09 ∼ 1957.09 서울대학교 전기공학 학사
- 1970.09 ∼ 1973.08 서울대학교 원자력공학 박사

## 주요경력
- 1994.04 ∼ 2002.03 대한민국 원자력위원회 원자력위원
- 1995.09 ∼            현재 한국전력기술위원회 정책위원장

## 생애 및 업적
한국형 원전 개발에 기여한 한국 원자력 1세대 연구자.
1950년대 후반 자생적 모임인 Nuclear Study Group 회원으로 활동하며 원자력 법제정, 정부 기구 및 연구소 설립을 주도했다. 1960년대에는 한국원자력연구소에서 TRIGA Mark-II의 출력을 100kW에서 250kW로 증강하는데 주도적 역할을 했고, 매년 외화에서 구입하던 중성자원(Neutron Source)을 재생식(Regenerative)으로 변경 설계, 제작, 장전했는데 이는 원자력 국산화의 시작이다.
한국 최초 원전부지 선정사업 책임자를 맡아, 1960년대 후반 전국 해안을 수차례 답사하고 지질조사소, 한국전력, 기상청 등의 협조를 얻어 고리를 1호 부지로 선정했다.
그리고, 한국 전력산업기술기준(KEPIC) 제정을 20여 년간 주도하며 우리나라 전력산업기술의 표준화와 국제화를 이뤘으며, 원자력관련 특허(원자로에서 발생한 증기를 이용하는 에너지절약형 해수담수화 시스템 및 해수 담수화 방법)는 발전소에서 버려지는 저온·저압의 에너지를 최대한 활용해 그것으로 해수담수화용 물을 예열하는 정교·특수 얼개를 개발한 것) 획득으로 세계시장 공략의 발판을 마련했다.
또한 한국이 갖고 있던 세계 유일의 발전 겸 해수담수화용 중형원자력발전소인 SMART 원자로에 냉동, 냉방 기능을 추가했으며, 그것을 전기에 의존하지 않고 SMART 원자로의 고온·고압 스팀으로 냉매를 직접 압축, 팽창시켜 에너지를 절약하는 방법을 만들어내어 특허를 획득했다.
거기다, 발전소에서 버려지는 저온·저압의 에너지를 최대한 활용할 수 있는 특허도 획득했다. (각주)
한국원자력학회 창설회원으로 초대 편집위원을 역임했으며 국제원자력학회협의회(INSC) 회장직을 2년간 수행했다. 국제원자력기구(IAEA) 전문가로도 활동했다.

## 상훈
- 2012.11       2012 Global Award, International Nuclear Societies Council
- 2013.03   제53회 3·1문화상

## 참고 자료
- 대한민국 과학기술유공자 홈페이지
- 한국형 원전개발 이끈 1세대 원자력공학자, 이창건 한국원자력문화진흥원 원장